# Rio Bahna (Boca)
O Rio Bahna é um rio da Romênia afluente do rio Boca, localizado no distrito de Iaşi.